# Reichsarbeitsdienst

Hausflagge des RAD mit Symbol

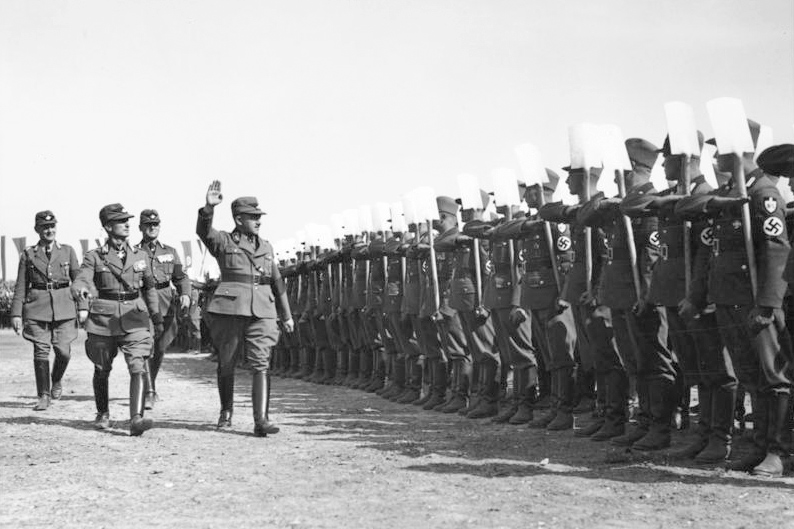
Staatssekretär Konstantin Hierl schreitet auf dem Tempelhofer Feld die Front des RAD ab. Maifeier Berlin, 1. Mai 1934

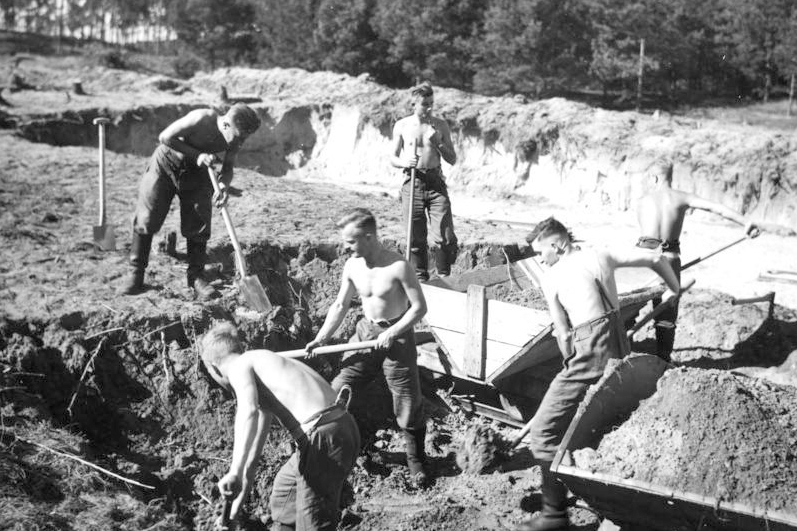
RAD beim Straßenbau, 1936

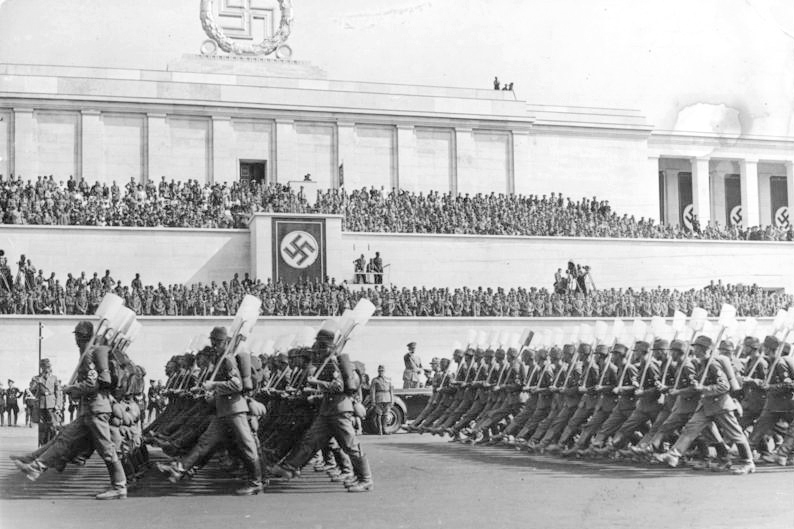
RAD-Parade: „Der große Aufmarsch der 38.000 Arbeitsdienstmänner vor dem Führer auf dem Zeppelinfeld“, „Reichsparteitag der Arbeit“. Männer des RAD mit geschultertem Spaten vor Hitler im Auto, 6.–13. Sep. 1937

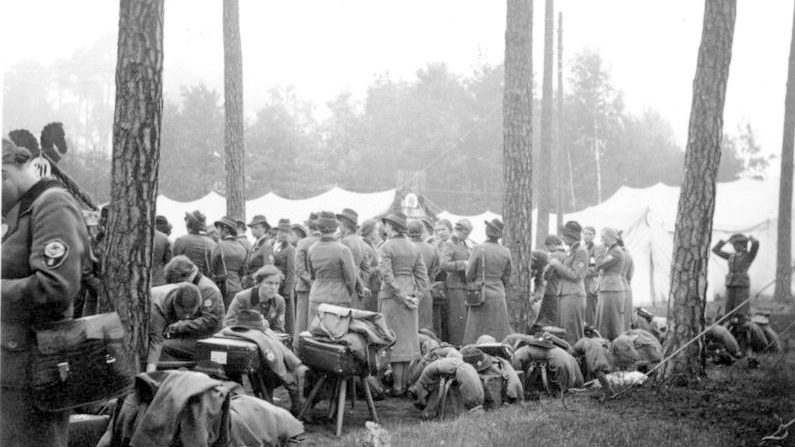
Reichsparteitag Nürnberg, Arbeitsdienst-Zeltlager mit Arbeitsmaiden, August 1939

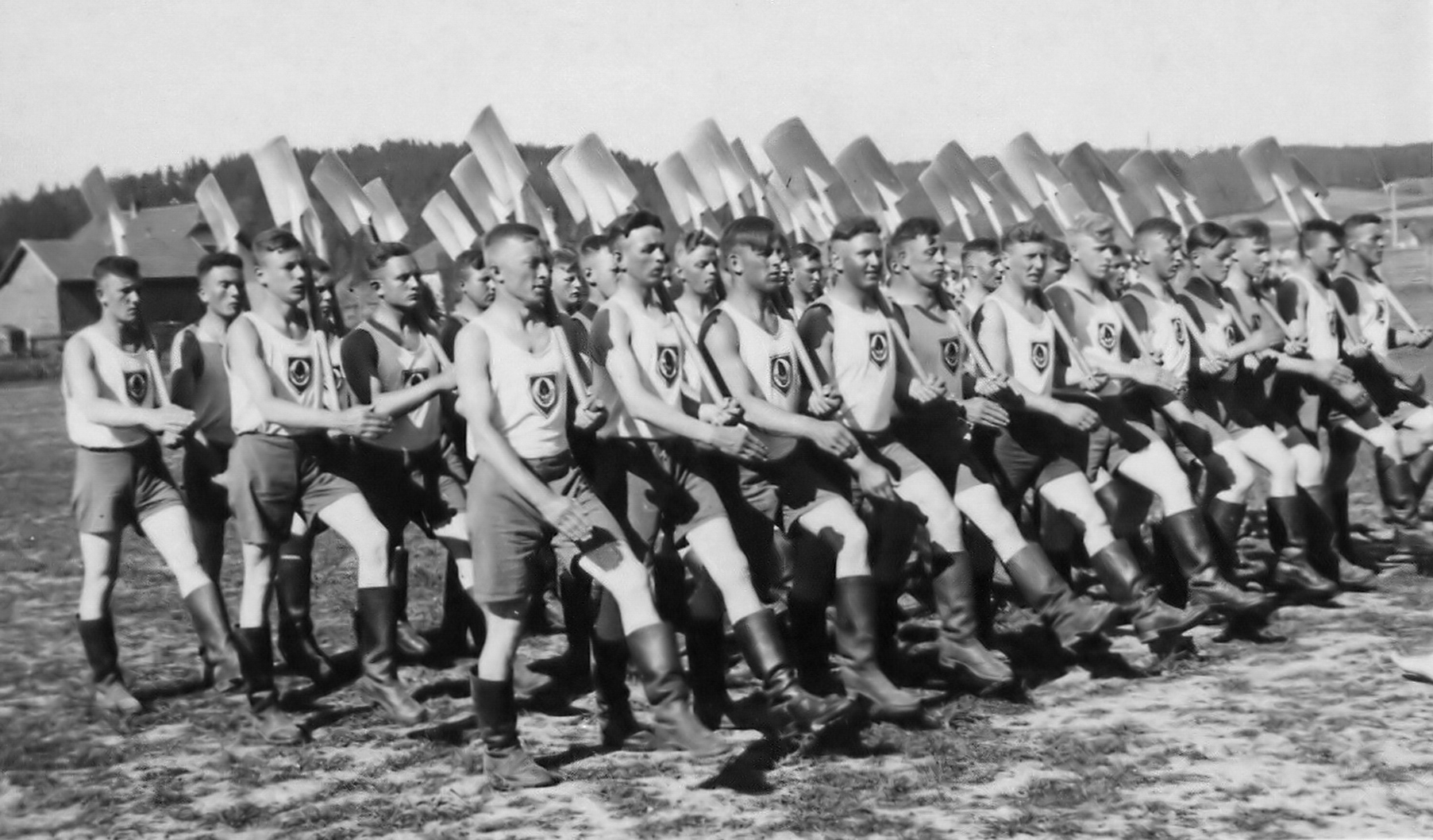
Paramilitärischer Aufmarsch des Arbeitsdienstes, ca. 1940

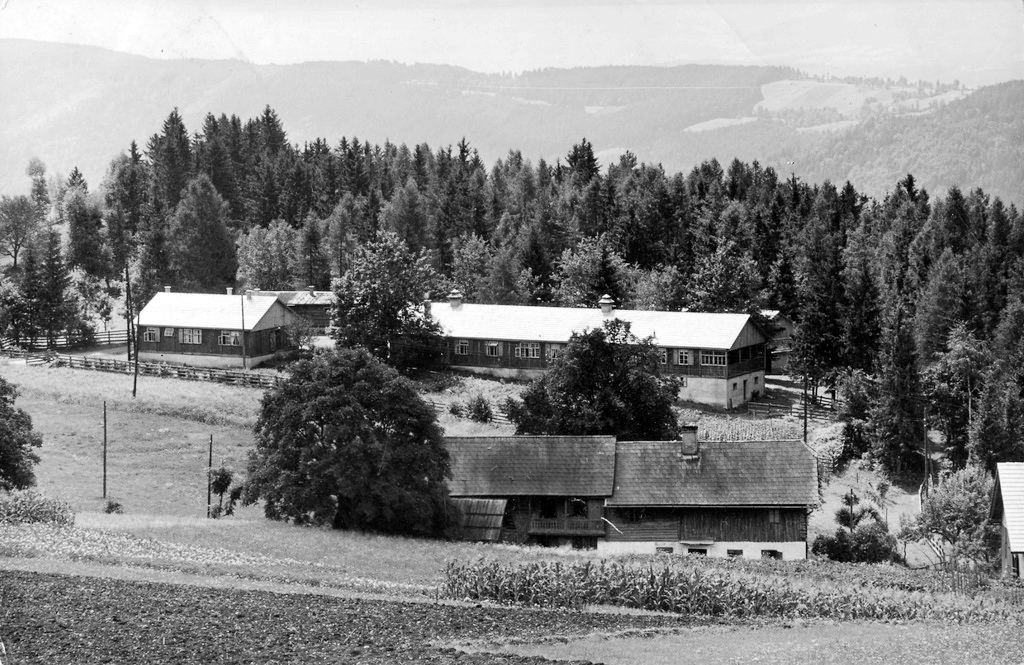
Vormaliges RAD-Lager (4/224), Obermillstatt, um 1940 erbaut als Quartier für junge, zum Arbeitsdienst eingezogene Frauen, auch Bund Deutscher Mädel (BDM), die bei den Obermillstätter Bauern eingesetzt waren, 1950

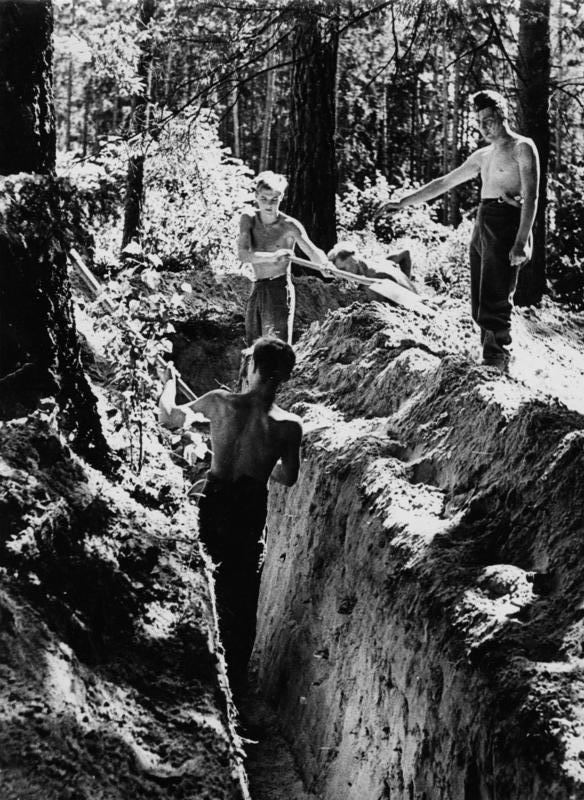
Angehörige des RAD errichten Stellungen in der Nähe der ostpreußischen Grenze gegen die herannahende Rote Armee, nach dem Zusammenbruch der Heeresgruppe Mitte, 11. August 1944

Der Reichsarbeitsdienst (RAD) war eine Organisation im nationalsozialistischen Deutschen Reich. Das Gesetz für den Reichsarbeitsdienst wurde am 26. Juni 1935 erlassen. § 1 (2) lautete: „Alle jungen Deutschen beiderlei Geschlechts sind verpflichtet, ihrem Volk im Reichsarbeitsdienst zu dienen.“ § 3 (1) lautete: „Der Führer und Reichskanzler bestimmt die Zahl der jährlich einzuberufenden Dienstpflichtigen und setzt die Dauer der Dienstzeit fest.“
Zunächst wurden junge Männer (vor ihrem Wehrdienst) für sechs Monate zum Arbeitsdienst einberufen. Vom Beginn des Zweiten Weltkrieges an wurde der Reichsarbeitsdienst auf die weibliche Jugend ausgedehnt.
Der Reichsarbeitsdienst war ein Bestandteil der Wirtschaft im nationalsozialistischen Deutschland und ein Teil der Erziehung im Nationalsozialismus. Nach dem Attentat vom 20. Juli 1944 und dem daraufhin an die Waffen-SS übergebenen Kommando über das Ersatzheer wurde dem RAD die 6-wöchige militärische Grundausbildung am Gewehr übertragen, um die Ausbildungszeit bei der Truppe zu verkürzen. Sitz der Reichsleitung des Reichsarbeitsdienstes war Berlin-Grunewald.

## Idee und Gründung
Keine neue Erscheinung der Zeit des Nationalsozialismus ist die Idee einer „Frauendienstpflicht“; diese wurde in Deutschland seitens der bürgerlichen Frauenbewegung schon vor dem Ersten Weltkrieg diskutiert.
Die Idee eines nationalen Pflichtarbeitsdienstes hatten die nationalsozialistischen Machthaber aus Bulgarien übernommen, das bereits 1920 einen Pflichtdienst eingeführt hatte, zu dem pro Jahr 30 % einer Altersgruppe der Bevölkerung herangezogen wurden, um gemeinnützige Arbeiten zu verrichten. Das bulgarische Beispiel war in Deutschland in konservativen und auch in linken Kreisen beachtet worden; besonders die Effekte ‚staatsbürgerliche Erziehung‘ und ‚körperliche Ertüchtigung‘ fanden Anklang.
In Deutschland führte die Regierung Brüning I im Sommer 1931 einen „Freiwilligen Arbeitsdienst“ (FAD) ein, der zum Abbau der hohen, durch die Weltwirtschaftskrise bedingten Arbeitslosigkeit beitragen sollte. Die Maßnahme hatte wenig Effekt; die entstandenen Lager dienten zum Teil als paramilitärische Ausbildungslager für Anhänger von Rechtsparteien. Letztere, darunter die NSDAP, hatten seit Beginn der Wirtschaftskrise immer wieder eine Arbeitsdienstpflicht gefordert; der FAD war somit nicht zuletzt ein Zugeständnis an die Rechte.
Durch die Notverordnung vom 5. Juni 1931 wurde die Förderung des FAD zur Aufgabe der (1927 gegründeten) Reichsanstalt für Arbeit. Da mit der gleichen Verordnung empfindliche Leistungskürzungen und ein Ausschluss vor allem von Jugendlichen unter 21 Jahren verbunden waren, galt die „Freiwilligkeit“ des FAD von Anfang an nur für jene, die es sich leisten konnten, ihn abzulehnen. Förderungswürdig waren im Rahmen des FAD gemeinnützige und zusätzliche Arbeiten, die nicht über den Weg von Notstandsarbeiten – einem anderen Beschäftigungsprogramm – bereitgestellt werden konnten. Im Vordergrund standen Arbeiten zur Bodenverbesserung, der Herrichtung von Siedlungs- und Kleingartenland, der örtlichen Verkehrsverbesserung und der Hebung der Volksgesundheit. Träger der Arbeit konnten nur Körperschaften des öffentlichen Rechts und solche Vereinigungen oder Stiftungen sein, die gemeinnützige Ziele verfolgten. Die Beschäftigungsdauer lag für die meisten der geförderten Personen unter zehn Wochen. Vor 1933 war die Hälfte unter 21 Jahre alt; 1932 wurde der FAD für Frauen geöffnet. Nicht einmal ein Viertel der Dienstleistenden war in ihrer rechtlichen Stellung dem freien Lohnarbeitsverhältnis vergleichbar; mehr als 75 % waren von sämtlichen Normen des Arbeits-, Sozial- und Tarifrechts ausgenommen (eine Entrechtung der Arbeiter).
Genau betrachtet, gab es zum Beispiel schon vor der Machtergreifung Hitlers in der fränkischen Stadt Coburg ein von der dort bereits NSDAP-regierten Kommune organisiertes, verstaatlichtes Lager des „Freiwilligen Arbeitsdienstes“, den Freiwilligen Arbeitsdienst der Stadt Coburg. Männliche Jugendliche wurden im Januar 1932 in einem Barackenlager im Wüstenahorner Wald zwecks „vorübergehender Beschäftigung und Erziehung“ kaserniert. Oberster Leitsatz: „Keine Wohlfahrtsunterstützung ohne Arbeit“. Der Bezug von Sozialleistungen wurde somit direkt an die Notlage der Betroffenen geknüpft.
Im Falle Coburgs floss ein Teil der Beträge an vom Stadtrat bestimmte bedürftige Personen; das übrige wurde einem Sparkonto gutgeschrieben. 60 Mann im Durchschnitt waren dann der Regel nach ein halbes Jahr im Lager. Dort gab es militärische Rangordnung, Wachdienste, Märsche, Exerzierübungen und paramilitärischen Drill. Dienstverweigerung hatte die Entlassung zur Folge. Die NS-Propaganda machte den Coburger Arbeitsdienst als Idee der Partei reichsweit bekannt. Viele Kommunalpolitiker anderer Gemeinden kamen zu einem Informationsbesuch. Im September 1932 folgte allerdings die Eingliederung dieses durch die Kommune paramilitärisch geleiteten Arbeits-Camps in den Freiwilligen Arbeitsdienst des Reiches, da dieser zu 90 % bezuschusst wurde. Die Rechnung ging für die Partei gut auf, da das Coburger Arbeitslager sogar half, das städtische Sozialsystem mit zu finanzieren. Später galt es als der Prototyp für die Reichsarbeitsdienstlager des Dritten Reiches.
Adolf Hitler, gerade zum Reichskanzler ernannt, verkündete am 1. Februar 1933 in seiner ersten Rundfunkansprache, der Gedanke der Arbeitsdienstpflicht sei ein „Grundpfeiler“ seines Regierungsprogramms. Sein Beauftragter Konstantin Hierl legte am 1. März 1933 ein Konzept vor, das „ohne Verzug“ die Überführung des staatlich geförderten Freiwilligen Arbeitsdienstes in einen „staatlichen Arbeitsdienst auf freiwilliger Grundlage“ vorsah. Den Unterschied für ihn enthüllte die Formulierung, diesen FAD nunmehr als eine „gesonderte Reichsorganisation von ähnlicher Struktur wie die Reichswehr“ auszubauen. Auch die Behördenstrukturen sollten ähnlich wie die der Reichswehr sein: Es seien die Aufgaben und dienstlichen Befugnisse des Staatssekretärs für den Arbeitsdienst so zu regeln, „daß sie sinngemäß denen des Chefs der Heeresleitung in seinem dienstlichen Verhältnis zum Reichswehrminister entsprechen.“
Es war von Beginn an das Ziel, eine Arbeitsdienstpflicht einzuführen. Dass es nicht schon 1933 dazu kam, war außenpolitischer Rücksichtnahme geschuldet, da die durch eine Arbeitsdienstpflicht zu erwartenden Einberufungen eine Größenordnung ergeben hätten, die durchaus auch für militärische Zwecke hätte nutzbar gemacht werden können. Daher kam es zur Intervention der in Genf tagenden Abrüstungskonferenz, der von deutscher Seite zunächst Rechnung getragen wurde. Zunächst wurde der Arbeitsdienst nur nach eigenen Vorstellungen allgemein umgestaltet.
Eines der klaren Ziele war die Umgehung von militärischen Beschränkungen des Versailler Vertrages. Naheliegende Vermutungen oder gar Berichte, in den Arbeitsdienstlagern würde eine militärische Ausbildung stattfinden, wurden per Anweisung zensiert. Das Thüringische Innenministerium schrieb am 3. August 1933 an die Stadt-, Gemeindevorstände und Kreisgendarmeriestationen:
„Die Polizeiverwaltungen werden angewiesen, in den für die Öffentlichkeit bestimmten Berichten wie überhaupt in amtlichen Verlautbarungen alles zu unterlassen, woraus entnommen werden könnte, als ob in den Arbeitsdienstlagern eine militärische Ausbildung stattfände.“
Im Rahmen des Gleichschaltungsprozesses seit März 1933 häuften sich dann Übergriffe gegen Arbeitsdienstlager anderer Träger. Hierbei tat sich insbesondere die SA als Hilfspolizei in der Ausführung hervor; oft war sie auch Anstifter der gewaltsamen Einverleibungen. Von solchen Ausschreitungen waren neben Einrichtungen der Sozialdemokraten auch evangelische und katholische Organisationen betroffen.
Die Gleichschaltung aller Arbeitsdienst-Träger verlief bis August 1933 vielgestaltig. Die anfänglichen Gewaltaktionen hatten „Selbstgleichschaltungen“ und „freiwillige“ Anschlüsse zur Folge. Dem folgten rechtliche Schritte, die den erreichten Status quo nachträglich legitimierten und ausweiteten. Diese Gleichschaltung des FAD 1933/34 mit ihrem Umbau von einer staatlich geförderten zu einer staatlichen, paramilitärischen Einrichtung war die eigentlich bedeutende Zäsur in der Geschichte der Arbeitsdienste weltweit. Die später folgende gesetzliche Reichsarbeitsdienstpflicht, die 1935 kam, ähnelte dagegen äußerlich noch der Arbeitspflicht in anderen Staaten.
Nach der Machtübernahme des NS-Regimes wurde Franz Seldte, ehemaliger Führer des Stahlhelm-Verbandes, zum Reichsarbeitsminister bestellt und ihm Konstantin Hierl als Staatssekretär beigeordnet. Im Rahmen der ministeriellen Aufgaben erhielt Hierl zugleich den Auftrag, einen freiwilligen Arbeitsdienst zu bilden. Hierl, der seine und die Unabhängigkeit des Arbeitsdienstes anstrebte, die ihm im Reichsarbeitsministerium verwehrt war, suchte die Organisation einem anderen Ministerium anzugliedern, wo sich seine Vorstellungen verwirklichen ließen. Das gelang 1934 bei Wilhelm Frick, dem Reichsinnenminister, der ihm freie Hand ließ. Mit diesem Wechsel erhielt Hierl zunächst den Titel „Reichskommissar für den freiwilligen Arbeitsdienst“, ehe er mit der Umwandlung des freiwilligen Dienstes in einen Pflichtdienst durch das am 26. Juni 1935 erlassene Gesetz für den Reichsarbeitsdienst zum „Reichsarbeitsführer“ ernannt wurde. Ihrer Dienstpflicht hatten von nun an alle männlichen Jugendlichen nach dem vollendeten 18. Lebensjahr bis spätestens zur Vollendung des 25. nachzukommen. Für die weibliche Jugend war eine gesonderte Regelung vorgesehen; die gesetzliche Einführung ihrer Dienstpflicht erfolgte erst 1939. Das Gesetz sprach stets von „allen“ Jugendlichen, doch es enthielt bezeichnende Ausnahmen: Nach § 7 sollte ausgeschlossen werden, „wer nichtarischer Abstammung ist oder mit einer Person nichtarischer Abstammung verheiratet ist.“ Sollte es Einzelfälle mit „wehrwürdigen Nichtariern“ geben, dürften diese jedoch „keinesfalls als Vorgesetzte eingesetzt werden …“
Arbeitsdienstführer Hierl merkte 1935 zum FAD-Mann an: „Dieser von uns geschmiedete Typ des Arbeitsmannes ist das Ergebnis einer Verschmelzung von den drei Grundelementen: des Soldatentums, Bauerntums und Arbeitertums.“ Die genannte Reihenfolge und die völlige Verschiedenartigkeit der Berufsbilder erscheinen heute bemerkenswert oder entlarvend. Man kann die drei Begriffe als NS-Synonyme für Disziplin, Ertrag aus „Blut und Boden“ und Pflichtbewusstsein betrachten.
Schon im Juni 1933, eine Woche nachdem eine Milliarde Reichsmark allgemein für das Arbeitsbeschaffungsprogramm des Staatssekretärs Fritz Reinhardt angekündigt worden war, einigten sich Reichsbankpräsident Hjalmar Schacht, der Hitler-Vertraute Hermann Göring und Reichswehrminister Werner von Blomberg auf den strikt geheim gehaltenen Haushaltsrahmen für die Aufrüstung der Wehrmacht: 35 Milliarden Reichsmark, verteilt über acht Jahre, wobei vier Jahre für den Aufbau der Verteidigungskapazität genutzt werden sollten und weitere vier Jahre für die Schaffung einer Offensivarmee. Arbeitsmarktpolitik und Rüstung standen seit der Machtergreifung in enger Beziehung zueinander. Die Aufrüstung stellte in ihrer Größenordnung (sowie Langfristigkeit und strategischen Bedeutung) alles in den Schatten, was in Sachen Arbeitslosigkeitsbekämpfung jemals diskutiert worden war. Zwischen 1933 und 1939 wandte der NS-Staat rund 60 Milliarden Reichsmark für militärische Belange auf, dagegen allgemein nur 7–8 Milliarden Reichsmark für zivile Zwecke. Beim RAD stand von Anfang an der militärische Zweck der Kriegsvorbereitung im Vordergrund.
Reichseinheitlich erhielten Arbeitsdienstleistende bis zum Kriegsende für ihre schwere körperliche Arbeit z. B. im Straßenbau und Siedlungsbau sowie im Steinbruch 21 Reichsmark pro Woche. Das entsprach dem Hilfsarbeiterlohn für Berufsanfänger zu Beginn der 1930er Jahre. Davon wurden aber nur 0,50 RM täglich ausgezahlt; das war die Hälfte des den Soldaten zustehenden Wehrsolds. Das übrige Geld wurde für Essen, Lagerunterkunft, Heizung, Bekleidung und Versicherungen einbehalten. Das Geld stammte aus den Projekten, bei denen der RAD eingesetzt war.

## Funktion

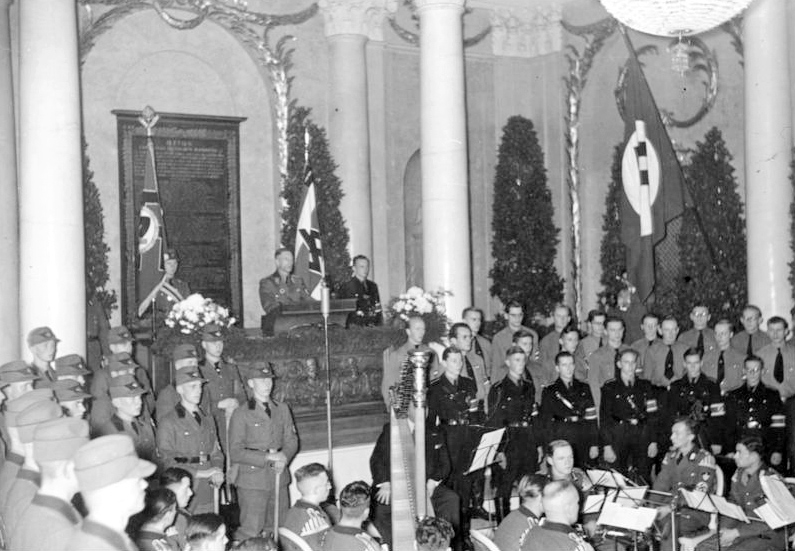
Langemarck-Feier in der Alten Aula der Universität Berlin für vom RAD zum Studium übergehende Studenten. Ansprache: Generalarbeitsführer Wilhelm Decker, 11. Nov. 1936

Innerhalb des nationalsozialistischen Systems erfüllte der Reichsarbeitsdienst mehrere Aufgaben. Den offiziellen Zweck nannte § 1 des Gesetzes über den Reichsarbeitsdienst:

„Der Reichsarbeitsdienst ist Ehrendienst am deutschen Volke. Alle jungen Deutschen beiderlei Geschlechts sind verpflichtet, ihrem Volke im Reichsarbeitsdienst zu dienen. Der Reichsarbeitsdienst soll die deutsche Jugend im Geiste des Nationalsozialismus zur Volksgemeinschaft und zur wahren Arbeitsauffassung, vor allem zur gebührenden Achtung der Handarbeit erziehen. Der Reichsarbeitsdienst ist zur Durchführung gemeinnütziger Arbeiten bestimmt.“

Der RAD verfolgte mehrere Ziele. 1. Ein Hauptziel war die Disziplinierung der jungen Generation, deren Angehörige während der Weltwirtschaftskrise oft jahrelang arbeitslos gewesen waren. Dem entsprach die paramilitärische Struktur des RAD. Konstantin Hierl prägte schon 1934 den sehr bezeichnenden Begriff „Soldat der Arbeit“ für die Arbeitsdienstleistenden. 2. war der RAD ein Versuch, die nationalsozialistische Ideologie der Volksgemeinschaft in die Praxis umzusetzen. Konstantin Hierl hob diesen Aspekt in seinen Reden besonders hervor: „Es gibt kein besseres Mittel, die soziale Zerklüftung, den Klassenhass und den Klassenhochmut zu überwinden, als wenn der Sohn des Fabrikdirektors und der junge Fabrikarbeiter, der junge Akademiker und der Bauernknecht im gleichen Rock, bei gleicher Kost den gleichen Dienst tun als Ehrendienst für das ihnen allen gemeinsame Volk und Vaterland.“ 3. Die wirtschaftliche Bedeutung des Arbeitsdienstes war demgegenüber wegen mangelnder Arbeitsproduktivität gering. 4. schließlich übernahm der RAD seit 1938 zunehmend Hilfsdienste für die Wehrmacht.
Danach war der RAD in seinen Anfängen ein Teil des nationalsozialistischen Erziehungssystems. Die Ableistung der Arbeitsdienstpflicht war Voraussetzung für die Zulassung zum Hochschulstudium. Studienbewerber, die aus gesundheitlichen Gründen als nicht arbeitsdiensttauglich gemustert worden waren, mussten einen „Studentischen Ausgleichsdienst“ ableisten, der organisatorisch bei der Reichsstudentenführung angesiedelt war.
Ein Nebeneffekt war, dass zuvor arbeitslose RAD-Angehörige nicht mehr in der Arbeitslosenstatistik erfasst wurden.
§ 14 des Reichsarbeitsdienstgesetzes vom 26. Juni 1935 legte fest, dass die Zugehörigkeit zum RAD „kein Arbeits- oder Dienstverhältnis im Sinne des Arbeitsrechts und des § 11 der Fürsorgepflichtverordnung“ begründete. Damit galten arbeitsrechtliche Gesetze und Vorschriften über den Arbeitsschutz, das Betriebsräte- und Arbeitsgerichtsgesetz sowie das Recht auf Unterstützung im Falle einer Erkrankung nicht für den Reichsarbeitsdienst. Offenbar war ein Ziel, Jugendliche untertariflich und so billig wie möglich hohe Arbeitsleistungen erbringen zu lassen, noch dazu unter Zwang und einschüchternder militärischer Disziplin.
Der RAD überhöhte Arbeit zum „Ehrendienst“ an der „Volksgemeinschaft“. Besonders brisant und ideologisch paradox wurde dieser Anspruch dann, wenn an Projekten und Baustellen, an denen der RAD arbeitete, auch Zwangsarbeiter, Strafgefangene oder Häftlinge aus Arbeitserziehungslagern, mithin „Gemeinschaftsfremde“, eingesetzt wurden.

## Einsatz
Der Reichsarbeitsdienst wurde für verschiedene Aufgaben eingesetzt. Bereits einer der ersten Einsätze des Vorläufers Freiwilliger Arbeitsdienst unter nationalsozialistischer Herrschaft war 1933 die Beteiligung am Aufbau des KZ Dachau. Auch dies zeigt, dass der RAD nie eine unpolitische Einrichtung war. Vor dem Zweiten Weltkrieg befasste er sich mit Forst- und Kultivierungs- sowie Deichbau- oder Entwässerungsaufgaben und Tätigkeiten in der Landwirtschaft. Ein bedeutender Schwerpunkt war der – allerdings wenig effektive – Einsatz in den Emslandkreisen zur Urbarmachung der riesigen Moor- und Heideflächen (Emslandkultivierung), auf denen im Rahmen der Autarkiepolitik neue Höfe entstehen sollten. Bauarbeiten an den Reichsautobahnen gab es nur vereinzelt, z. B. im Raum Frankfurt a. M.; Rodungsarbeiten für spätere Autobahnarbeiten wurden dagegen in einigen Gebieten Deutschlands ausgeführt. Der RAD erreichte aber nicht einmal 50 % an Arbeitsleistung im Vergleich zur Privatwirtschaft. Wolf Oschlies zufolge beruht diese Entwicklung nicht auf einem Zufall. Vielmehr hätten alle denkbaren Varianten eines Arbeitsdienstes mit demselben Problem zu kämpfen: „Wer […] in ökonomischer Zwangslage größere Menschengruppen zu gemeinsamer Arbeit versammelt, ist mit einem Wirtschaftsproblem sui generis konfrontiert: Der Aufwand für Organisation, Unterbringung, Transport, Versorgung etc. wird sich, wenn überhaupt, erst nach geraumer Zeit als zählbarer Ertrag ‚rechnen‘. Arbeitsdienste lohnen sich nicht! Also wird man ihre sekundären Effekte herausstreichen und ihre gemeinschaftsbildende, sozial integrierende, werktätige, patriotische etc. Rolle betonen.“
Vor allem die ungenügende Arbeitsleistung des RAD war Hermann Göring ebenso wie dem „Generalinspektor für das deutsche Straßenwesen“, Fritz Todt, ein Dorn im Auge. Zur Überwindung der Wirtschafts- und Arbeitsmarktkrise leistete der Dienst objektiv keine substanziellen Beiträge, obgleich von 1933 bis 1940 rund drei Millionen Männer den RAD durchliefen. Gleichwohl ist der Mythos lebendig, wonach die Nationalsozialisten die Arbeitslosigkeit in Deutschland dadurch besiegt hätten, dass sie Arbeitslose „von der Straße geholt“ und ihnen im Arbeitsdienst Arbeit gegeben hätten.
Je geringer die Arbeitslosigkeit, vor allem infolge der Ankurbelung der Rüstungsindustrie, wurde (sie sank von 6 Millionen 1933 innerhalb von drei Jahren auf einen Rest von 350.000), desto geringer wurde die Bedeutung des RAD in Deutschland als Arbeitsbeschaffungsmaßnahme. Die damals zum Dienst im RAD anstehenden Jahrgänge waren während des Ersten Weltkriegs geboren und umfassten ohnehin nur 300.000 bis 400.000 Männer. Auch die Wiedereinführung der Wehrpflicht am 16. März 1935 dünnte den Arbeitsmarkt aus. Die Wehrpflicht dauerte zunächst ein Jahr und wurde im August 1936 auf zwei Jahre verlängert. Die Stadt Wien weist allerdings auf einer von ihr veröffentlichten Seite darauf hin, dass von den 183.271 in der Hauptstadt Österreichs im Januar 1938 registrierten Arbeitslosen nach dem Anschluss Österreichs an das Deutsche Reich im März 1938 viele auch durch den Eintritt in den Reichsarbeitsdienst Arbeit gefunden hätten.
Ab 1938 trat die Erziehung im RAD in den Hintergrund. Nun dominierten der Bau von Luftschutzunterständen, Flugplätzen sowie Stellungen am Westwall und am Ostwall. Der RAD hatte sich zunächst nicht gezielt um militärische Projekte bemüht. Die Trockenlegung und Eindeichung des Sprottebruchs zwischen Sprottau/ Sprottischwaldau und Primkenau (Niederschlesien) ist hierfür ein Beispiel, eine Neusiedlung „Hierlshagen“ bei Primkenau wurde nach dem Reichsarbeitsführer Konstantin Hierl benannt. In Hierlshagen (polnisch Ostaszow) waren zeitgleich vier RAD-Abteilungen kaserniert. Ab 1938 verwandelte sich der RAD schrittweise zur „Bautruppe der Wehrmacht“. Dass der RAD nun Baubataillone für die Wehrmacht stellen musste, lässt sich als eine weitere Zäsur definieren.
Im Zweiten Weltkrieg wurde der RAD immer mehr zu kriegswichtigen Bauaufgaben im Umfeld der kämpfenden Truppen herangezogen. Vom Kriegsjahr 1942 an fristete der RAD jedenfalls organisationspolitisch im Reich nur mehr ein „Schattendasein“ am Rande der Wehrmacht. Der RAD war bereits völlig in der Kriegsmaschinerie aufgegangen.
Ab 1942 setzte man den Einberufungsjahrgang 1924 beim Ostfeldzug unmittelbar hinter der Front zum Bau militärischer Anlagen und beim Wege- und Brückenbau ein. Dabei kam es auch zu Feindberührungen mit Menschenverlusten. Im Oktober 1942, nach Ablauf der sechsmonatigen RAD-Dienstpflicht, wurden die in den besetzten Gebieten der Sowjetunion eingesetzten Mannschaftsgrade der RAD-Einheiten fast vollständig in Feldausbildungsregimenter des Heeres übernommen (dort erfolgte die üblicherweise in der Heimat durchgeführte Rekrutenausbildung im besetzten sowjetischen Gebiet; damit vermied man den Rücktransport der Rekruten nach Deutschland und konnte sie gleichzeitig gegen Partisanenverbände einsetzen). Die RAD-Führer dagegen kehrten zurück ins Reich. 1942 war der RAD seiner ursprünglichen Konzeption völlig entkleidet und als halbmilitärische Kampftruppe eingesetzt. Ab 1943 wurden keine RAD-Einheiten mehr, wie noch der RAD-Einberufungsjahrgang 1924, an der Ostfront eingesetzt.
Ab 1943 wurden aus RAD-Abteilungen auch selbstständige Flak-Batterien gebildet. Die Mannschaften erhielten eine vollwertige Flakausbildung bei der Luftwaffe und besetzten die Geschütze in RAD-Uniform. Andere Abteilungen bauten zusammen mit der Organisation Todt am Atlantik (Atlantikwall) und am Mittelmeer Strandverhaue und kleinere Bunkeranlagen. Viele Abteilungen wurden auch zu Erschließungsarbeiten für verlagerte Rüstungsproduktionen im Reichsgebiet und zur Beseitigung von Schäden nach Luftangriffen auf deutsche Städte eingesetzt.
Nach der Ernennung des Reichsführers SS Heinrich Himmler zum Chef des Ersatzheeres als Sicherheitsmaßnahme nach dem Attentat auf Hitler am 20. Juli 1944 wurde dem RAD die militärische Grundausbildung (Rekrutenausbildung) übertragen. Angesichts der Verluste an den Fronten diente diese Maßnahme der personellen Verstärkung, indem die Ausbildungseinheiten der Wehrmacht eingespart wurden und deren Personal ebenso wie die beim RAD militärisch Ausgebildeten zum Fronteinsatz zur Verfügung standen. Diese Maßnahme hatte zur Folge, dass zuvor vom Arbeitsdienst freigestellte Wehrpflichtige nun doch zum RAD eingezogen wurden.
Gegen Kriegsende sollten auch Einheiten des männlichen RAD im Rahmen des Volkssturms eingesetzt werden. Hierl verhinderte dies und versuchte selbstständige RAD-Kampfgruppen zu bilden. Bekannt wurden drei RAD-Infanteriedivisionen, die bei der 12. Armee im Endkampf um Berlin eingesetzt wurden. Sie konnten wegen hoher Verluste im Aufstellungsraum und sehr schlechter Bewaffnung keinen wesentlichen Einfluss auf die Geschehnisse um Berlin nehmen. Insgesamt wurden 5 RAD-Divisionen gegen Kriegsende aufgestellt:
- RAD-Division Nr. 1 Schlageter
- RAD-Division Nr. 2 Friedrich Ludwig Jahn
- RAD-Division Nr. 3 Theodor Körner
- RAD-Division Nr. 4 Güstrow
- Gebirgs-Division Steiermark gebildet hauptsächlich aus RAD-Angehörigen im April 1945

Der weibliche RAD wurde als Ersatz für fehlende männliche Arbeitskräfte in der Landwirtschaft und als sogenannter Kriegshilfsdienst (KHD) in Ämtern und Schreibstuben, in der Rüstungsproduktion und im öffentlichen Nahverkehr verwendet. Frauen konnten auch Wehrmachthelferin werden (Synonym ‚Blitzmädel‘). Dazu wurde die Arbeitsdienstzeit um ein halbes Jahr verlängert. Ab 1944 wurden „Arbeitsmaiden“ des RAD für die weibliche Jugend auch für die Bedienung von Flak-Scheinwerfern zur Lenkung von Flakgeschützen und Nachtjagd-Einheiten der Luftwaffe herangezogen. Ein kurz vor Kriegsende geplanter „Wehrhilfsdienst“ des RADwJ, zu dem 250.000 bis 300.000 Frauen eingezogen werden sollten, kam in der geplanten Form nicht mehr zustande.

Einsatzbeispiele Reichsarbeitsdienst (RAD)
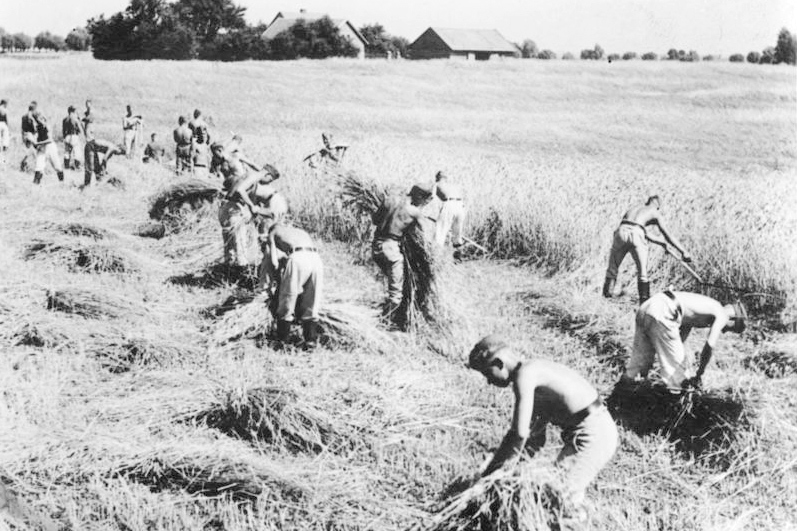
Erntehelfer des RAD in Ostpreußen, 1938
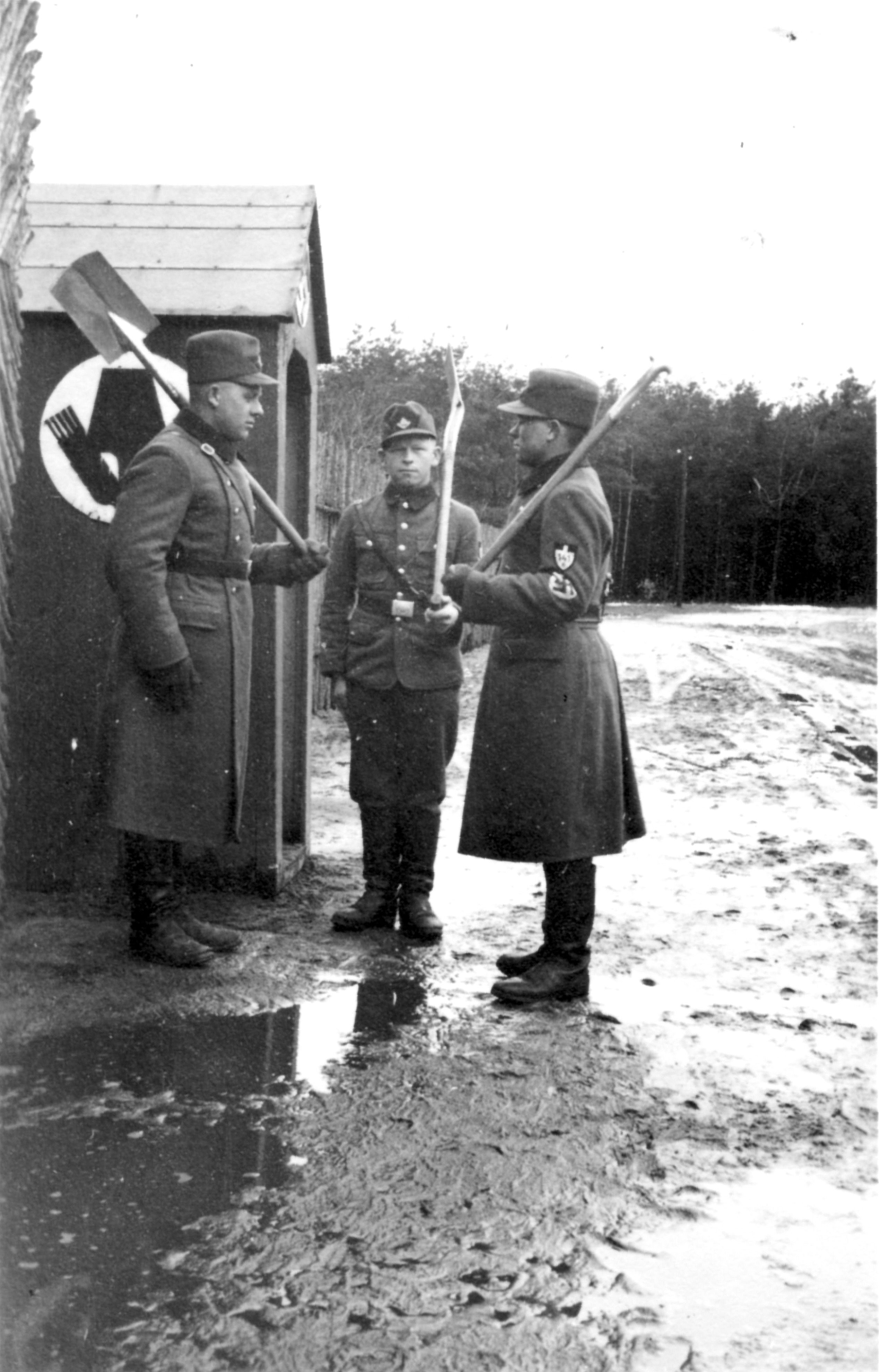
Wachablösung beim RAD
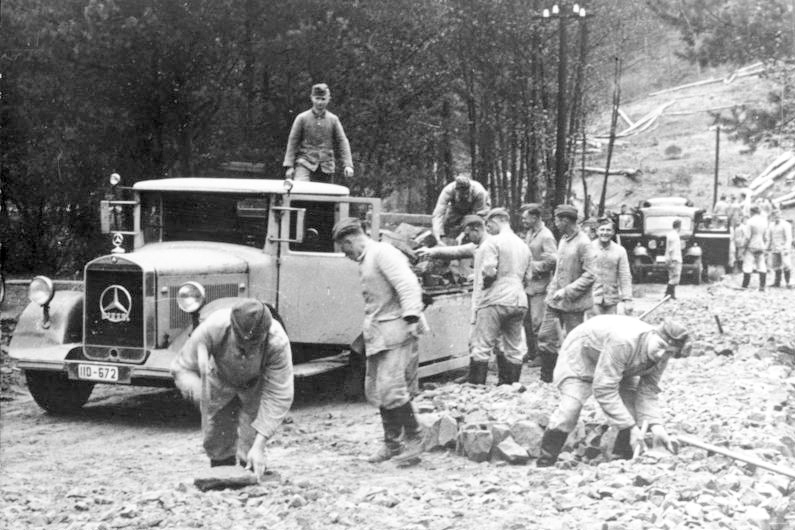
RAD beim Wegebau am Westwall, 1938
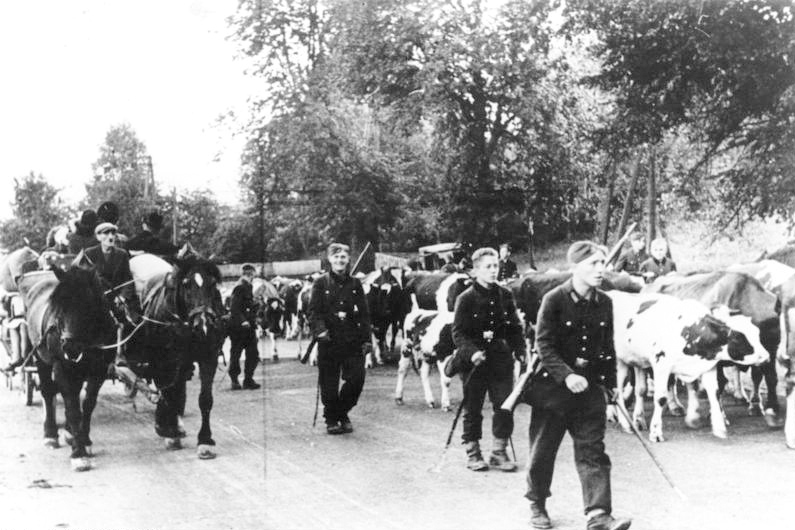
RAD treibt an der westlichen Reichsgrenze Vieh ins Hinterland, 1944
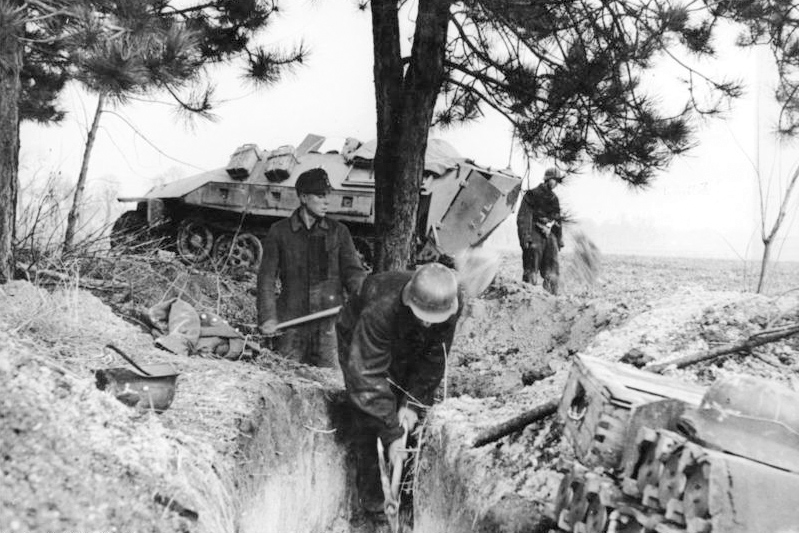
Bau Schützengraben durch Angehörige einer RAD-Flakbatterie, 1945
Deckblatt eines RAD-Fotoalbums, Herbst 1940

## Dienstdauer
Die Dienstdauer betrug für Männer im Alter zwischen 18 und 24 Jahren zunächst sechs Monate; die Dienstzeit war dem zweijährigen Wehrdienst vorgelagert. Im Laufe des Zweiten Weltkrieges wurde sie ständig verkürzt und betrug zum Schluss nur noch sechs Wochen, die ab Mitte 1944 ausschließlich zur militärischen Grundausbildung genutzt wurden.
Für Frauen betrug die Dienstzeit seit 1939 sechs Monate, die jedoch häufig durch eine Notdienstverpflichtung verlängert wurden. Im Juli 1941 wurde die Dienstzeit durch den Kriegshilfsdienst um weitere sechs auf zwölf Monate ausgedehnt, im April 1944 auf 18 Monate verlängert und im November 1944 schließlich vollständig entfristet. Die durch die Dienstzeitverlängerungen des Jahres 1944 gewonnenen zusätzlichen Kräfte kamen überwiegend als Flakhelferinnen zum Einsatz.
Während des Arbeitsdienstes lebten die „Arbeitsmänner“ und „Arbeitsmaiden“ kaserniert in sogenannten Lagern.

## Freizeit und Lebenssituation
Der Tagesablauf mit seinen detaillierten Dienstplänen ließ den RAD-Leistenden wenig Zeit zur eigenen Verfügung und glich dem der Soldaten: Ohne Mittagsruhe summierte sich die reine Dienstzeit je Woche auf rund 76 Stunden. Zudem gab es in der knappen Freizeit praktisch keine Rückzugsmöglichkeiten. Auch die Abende waren in aller Regel verplant, und eine Möglichkeit, das Lager außerhalb der Dienstzeiten zu verlassen, war in der Regel nicht vorgesehen; dies bedurfte – wie beim Militär – einer besonderen Erlaubnis. Der RAD ersetzte das bisherige soziale Umfeld völlig. So sollte in der neuen „Gemeinschaft“ eine kollektive Identität ausgebildet werden.

## Uniformierung

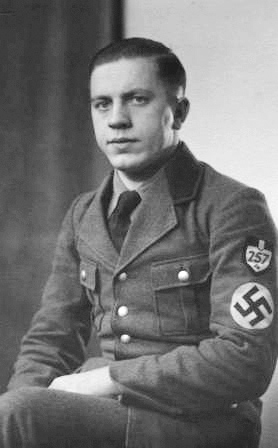
Arbeitsdienstmann der RAD-Abteilung 4/257, Arbeitsgau Hessen-Süd, 1940

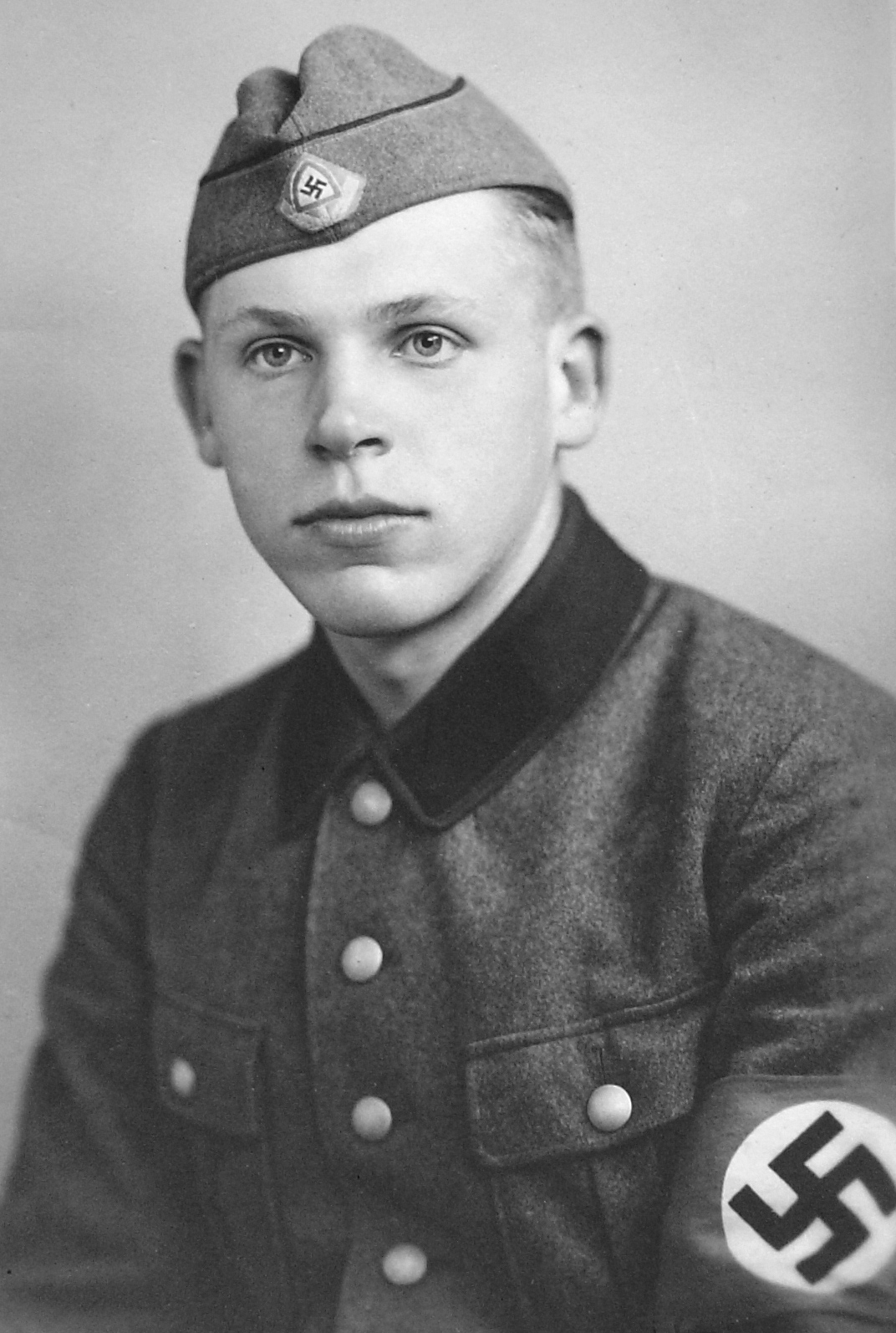
Arbeitsdienstmann Arbeitsgau Ostpreußen, 1943

Eine einheitliche paramilitärische Uniform wurde Anfang 1934 eingeführt. Als Farbe wurde Erdbraun für Männer und Frauen gewählt. Zur Uniform der männlichen Angehörigen des Reichsarbeitsdienstes gehörte eine Hakenkreuzarmbinde, die am linken oberen Ärmel unter dem Spaten mit der Dienststellenbezeichnung getragen wurde. Dazu geht die Legende, dass Hierl strikt gegen die Einführung des Hakenkreuzes war, Hitler ihn aber im Tausch für die relative Unabhängigkeit des RAD im Reichsinnenministerium dazu gezwungen habe. Zur Ausgehuniform gehörte eine in der Länge eingewölbte Mütze mit Schirm, von den Arbeitsdienstlern als „Arsch mit Griff“ bezeichnet.
Eine markante Besonderheit für den Arbeitsmann war der Spaten. Er dokumentierte die körperliche Arbeit, war aber auch eine Art „Ersatzgewehr“ in Bezug auf die Wehrmacht. Analog zum „Gewehr-Griffe-Kloppen“ bei der Wehrmacht gab es beim RAD die „Spatengriffe“.
Im Krieg wurden bei Sondereinheiten besondere Ärmelbänder verwendet (z. B. solche mit der Aufschrift „Kriegsberichterstatter“, „Streife“) die zusätzlich zur Armbinde getragen wurden. Daneben gab es Ärmelbänder für die Emsland-Abteilungen, die am Ostwall und am Westwall eingesetzten Abteilungen und besondere Ärmelbänder mit den Einsatznamen von Schlachten im Russlandfeldzug, wenn RAD-Männer an direkten Kampfhandlungen an der Front beteiligt waren. 1945 in Polen direkt hinter der Ostfront stationierte RAD-Einheiten trugen gelbe Armbinden mit dem schwarzen Aufdruck „Im Einsatz – Deutsche Wehrmacht“.
Die weiblichen Angehörigen des RAD trugen offiziell keine Ärmelbänder. In einigen Gebieten Deutschlands wurden für besondere Einsätze Ärmelbänder geschaffen, die sich aber nicht einheitlich durchsetzten. Die Aufschrift des Bandes wies auf die besondere Dienststellung der verpflichteten Person hin, beispielsweise „RAD-Kriegshilfsdienst“, „KHD-Straßenbahn“ o. Ä.

## Dienstgrade

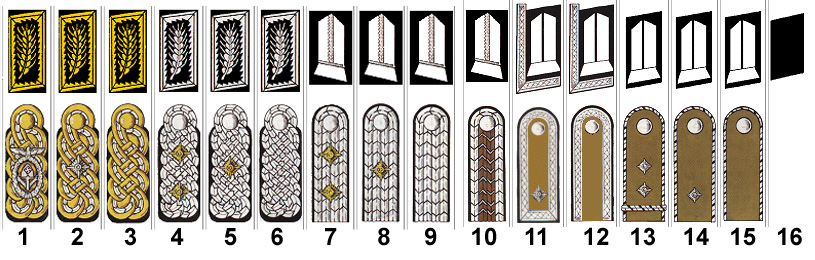

Der Reichsarbeitsdienst war wie alle nationalsozialistischen Organisationen streng hierarchisch gegliedert und folgte dem Führerprinzip. Die Ränge der Angehörigen des Reichsarbeitsdienstes absteigend:
| Stufe        | Männlich | Männlich                 | Weiblich                 |  |
| ------------ | -------- | ------------------------ | ------------------------ |  |
| Generale     | 1        | Reichsarbeitsführer      | –                        |  |
| Generale     | …        | Generaloberstfeldmeister | –                        |  |
| Generale     | …        | Generalfeldmeister       | –                        |  |
| Generale     | 2        | Obergeneralarbeitsführer | –                        |  |
| Generale     | 3        | Generalarbeitsführer     | –                        |  |
|              |          |                          |                          |  |
| Offiziere    | 4        | Oberstarbeitsführer      | Maidenhauptstabsführerin |  |
| Offiziere    | 5        | Oberarbeitsführer        | Maidenoberstabsführerin  |  |
| Offiziere    | 6        | Arbeitsführer            | Maidenstabsführerin      |  |
| Offiziere    |          |                          |                          |  |
| Offiziere    | 7        | Oberstfeldmeister        | Maidenhauptführerin      |  |
| Offiziere    | 8        | Oberfeldmeister          | Maidenoberführerin       |  |
| Offiziere    | 9        | Feldmeister              | Maidenführerin           |  |
|              |          |                          |                          |  |
| Unterführer  | 10       | Unterfeldmeister         | Maidenunterführerin      |  |
| Unterführer  | 11       | Obertruppführer          | Jungführerin             |  |
| Unterführer  | 12       | Truppführer              | Kameradschaftsführerin   |  |
|              |          |                          |                          |  |
| Mannschaften | 13       | Untertruppführer         | –                        |  |
| Mannschaften | …        | Hauptvormann             | –                        |  |
| Mannschaften | 14       | Obervormann              | –                        |  |
| Mannschaften | 15       | Vormann                  | –                        |  |
| Mannschaften | 16       | Arbeitsmann              | Arbeitsmaid              |  |

Ärmelabzeichen Arbeits-Drillich, linker Oberarm
11 Obertruppführer
12 Truppführer
13 Untertruppführer
… Hauptvormann
14 Obervormann
15 Vormann

Rangmäßig unterschied sich der Untertruppführer vom Hauptvormann lediglich durch seine zehnjährige Verpflichtung als Führer beim RAD. Während der Hauptvormann nach seiner sechsmonatigen Dienstzeit entlassen wurde, blieb der Untertruppführer als Ausbilder im Lager. Ab diesem Dienstgrad aufwärts erhielten die Arbeitsdienstführer eine den vergleichbaren Diensträngen der Wehrmacht entsprechende Besoldung (siehe hierzu NS-Ranggefüge).

## Organisationsstruktur
Die 38 Arbeitsgaue des RAD bestanden jeweils aus 4 bis 12 RAD-„Gruppen“ mit je 5 bis 15 „Abteilungen“. Eine Abteilung beim männlichen RAD bestand aus 3 bis 4 Zügen je 52 Arbeitsmänner (einschließlich 2 Vorgesetzter); sie war in einem geschlossenen Barackenlager untergebracht. Leitungsorgane waren der Gruppenstab (Gruppenleitung) und der Abteilungsstab (Abteilungsleitung). Im Arbeitsgau XVII (Niedersachsen–Mitte, mit Gaustab-Sitz in Bremen) beispielsweise hatte der Stab der Gruppe 171 seinen Standort in Osterholz-Scharmbeck. Die Abteilungen 1/171 bis 6/171 befanden sich an diversen Standorten;  die Abteilung 3/171 beispielsweise befand sich in Wurthfleth.
Im Krieg wurden aus regionalen militärischen Bedürfnissen heraus Abschnitte und Bereiche gebildet, die mehrere Gruppen umfassten. Diese Organisationsstrukturen wurden entsprechend der Kriegslage aber nach Erledigung der Aufgaben wieder aufgelöst.
Eine besondere Form der Führungsstruktur stellten die „Höheren RAD-Führer“ (HRADF) dar. Diese hohen Führer befehligten zeitweilig mehrere Gruppen, Bereiche oder Abschnitte. So existierte z. B. in den besetzten Gebieten der Sowjetunion der „HRADF H V“, Generalarbeitsführer Hermann Wagner, der mit 3 Abschnitten und bis zu 16 Gruppen die Heeresgruppe Mitte unterstützte. HRADF gab es auf allen Kriegsschauplätzen.

### Männliche Jugend
An der Spitze der 38 Arbeitsgaue (I–XXXVIII) stand ein Arbeitsgauführer im Dienstgrad eines General- oder Oberstarbeitsführers. Ihm unterstand sein Gaustab (Arbeitsgauleitung).
| Nummer des Gaues | Name des Arbeitsgaues | Sitz der Arbeitsgauleitung | Traditionsabzeichen an der Mütze | Beschreibung Traditionsabzeichen |
| ---------------- | --------------------- | -------------------------- | -------------------------------- | --- |
| I                | Ostpreußen            | Königsberg in Preußen      |                                  | Schwarzes Hakenkreuz mit schmaler Silbereinfassung und dem schwarzen Ordensritterkreuz auf weißem Schild. Dieses Abzeichen sollte die geschichtliche Fortführung der Leistungen des Deutschritterordens durch den RAD versinnbildlichen. |
| II               | Danzig-Westpreußen    | Danzig                     |                                  | |
| III              | Wartheland-West       | Posen                      |                                  | |
| IV               | Pommern-Ost           | Stolp in Pommern           |                                  | Mittig der pommersche Urgreif auf einem senkrecht geteilten blau-silbernem Grundschild. |
| V                | Pommern-West          | Stettin                    |                                  | Nach Vorlage eines bei Hiddensee gefundenen Wikingerschmucks (Hiddenseer Goldschmuck), der in Gold-metallener Ausführung als verschlungener Knoten getragen wurde. |
| VI               | Mecklenburg           | Schwerin                   |                                  | Nach dem Vorbild einer germanischen Swastikafibel des 2./3. Jhs. n. Chr. aus dem Lkr. Ludwigslust-Parchim. Abgerundete Form des Hakenkreuzes nach Form des Sonnenrades, in dessen Mittelpunkt auf weißem Spiegel ein Büffelkopf, das Wappen Mecklenburgs, liegt. Das Hakenkreuz selber war wie das Vorbild in gold-metallener Ausführung versehen, während der Spiegel durch eine moderne Gestaltung in weiß mit dem mecklenburgischen Stierkopf in schwarz, silber und rot ersetzt wurde. |
| VII              | Schleswig-Holstein    | Kiel                       |                                  | |
| VIII             | Ostmark               | Frankfurt an der Oder      |                                  | |
| IX               | Brandenburg           | Berlin-Friedenau           |                                  | |
| X                | Niederschlesien       | Görlitz                    |                                  | |
| XI               | Mittelschlesien       | Breslau                    |                                  | Stilisierter Schlesischer Adler, aus dem Wappen von Schlesien aus der Zeit der Piasten. Auf seiner Brust trägt er einen aufsteigenden Silbermond. Der Adler selber ist schwarz und rot bewehrt. (Fänge, Schnabel) |
| XII              | Oberschlesien         | Oppeln                     |                                  | |
| XIII             | Magdeburg-Anhalt      | Dessau-Ziebigk             |                                  | |
| XIV              | Halle-Merseburg       | Halle                      |                                  | |
| XV               | Sachsen               | Dresden                    |                                  | Weißer Schild mit zwei grün gekreuzten Schwertern nach Vorlage des kursächsischen Wappens. |
| XVI              | Westfalen-Nord        | Münster                    |                                  | |
| XVII             | Niedersachsen-Mitte   | Bremen                     |                                  | |
| XVIII            | Niedersachsen-Ost     | Hannover                   |                                  | Zwei gekreuzte Pferdekopfbalken nach Art des niederdeutschen Hallenhauses. Unter dem Schnittpunkt der Balken das Hakenkreuz. In bronzefarbenem Metall ausgeführt. |
| XIX              | Niedersachsen-West    | Oldenburg i. O.            |                                  | |
| XX               | Westfalen-Süd         | Dortmund                   |                                  | |
| XXI              | Niederrhein           | Düsseldorf                 |                                  | |
| XXII             | Hessen-Nord           | Kassel                     |                                  | Abzeichen bezieht sich auf den Waldreichtum Hessens in Form eines Eichenbruchs. |
| XXIII            | Thüringen             | Weimar                     |                                  | |
| XXIV             | Mittelrhein           | Koblenz-Karthause          |                                  | |
| XXV              | Hessen-Süd            | Wiesbaden                  |                                  | |
| XXVI             | Württemberg           | Stuttgart                  |                                  | |
| XXVII            | Baden                 | Karlsruhe                  |                                  | Abzeichen bezieht sich auf den Waldreichtum des Schwarzwaldes in Form eines Tannenbruchs. |
| XXVIII           | Franken               | Würzburg                   |                                  | |
| XXIX             | Bayern-Ostmark        | Regensburg                 |                                  | Längsovaler Schild in den bayrischen Farben weiß-blau mit gelben Konturen; mittig eine symbolische Darstellung der Befreiungshalle bei Kelheim auf einer grünen Landzunge zwischen dem blauen Zusammenfluss von Donau und Altmühl. |
| XXX              | Bayern-Hochland       | München                    |                                  | Längsovaler Schild mit einer Enzianblume und einem Edelweiß, wobei der Enzian die weite Hügellandschaft und der Edelweiß die Felsgipfel der bayerischen Alpen symbolisierte. Das Abzeichen selber war in den Farben Braun, Blau, Weiß, Grün und Gold gehalten. |
| XXXI             | Emsland               | Osnabrück                  |                                  | |
| XXXII            | Saar-Pfalz            | Münster am Stein           |                                  | |
| XXXIII           | Alpenland             | Innsbruck                  |                                  | |
| XXXIV            | Oberdonau             | Linz                       |                                  | |
| XXXV             | Niederdonau           | Wien                       |                                  | Edelweiß in silber- oder goldfarbiger Ausführung stand als Symbol des kämpferischen Einsatzes alpenländischer Truppen, die bereits im Ersten Weltkrieg dieses Symbol trugen. |
| XXXVI            | Südmark               | Graz                       |                                  | |
| XXXVII           | Sudetenland-West      |                            |                                  | |
| XXXVIII          | Sudetenland-Ost       | Prag                       |                                  | Dieses Abzeichen mit rotem Grund vereint in sich die Sinnbilder der Länder Böhmen, Mähren sowie des ehemaligen österreichischen Schlesien. Der Prager Roland auf der Karlsbrücke, beide Symbole versilbert, versinnbildlichte dagegen den Kampf um das alte deutsche Reich. Die darunter liegenden Wellen waren grau gehalten und die Wappenschilder in Schwarz und Rot. |

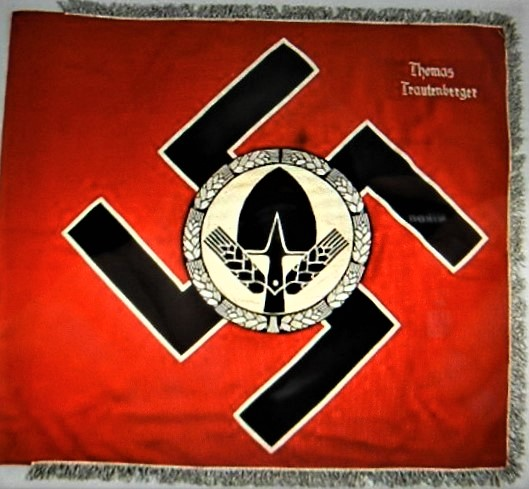
Abteilungsfahne, RAD-Abteilung „Thomas Trautenberger“ in Sprottischwaldau

Nach dem Überfall auf Polen im Oktober 1939 und der Wiederangliederung der bis 1919 deutschen Gebiete entstand der Reichsgau Wartheland. Dort wurde der Arbeitsgau 3 mit Sitz der Leitung in Schwaningen bei Posen errichtet. Arbeitsdienstlager entstanden u. a. in den damals so genannten Orten Hohensalza, Wongrowitz und Dietfurt. Sämtliche Arbeitsdienstpflichtigen des Jahrganges 1924 aus Hamburg wurden dort für den Einsatz in den besetzten Gebieten der Sowjetunion sowohl mit dem Spaten als auch mit dem Karabiner ausgebildet. Den Ordnungsbezeichnungen der Abteilungen wurde ein K (für Krieg oder Kriegseinsatz) vorangestellt. So erhielt die in Dietfurt stationierte und für den Ost(front)einsatz ausgebildete Einheit die Bezeichnung K 4 / 36.

### Weibliche Jugend

Flagge des „FAD“ (weibliche Abteilung)

Für den Arbeitsdienst für die weibliche Jugend gab es in der Reichsleitung keine besonderen Ämter, sondern Abteilungen, die den Amtschefs der Reichsleitung unterstellt waren.
Das Reichsgebiet war in 13 Bezirksleitungen unterteilt.

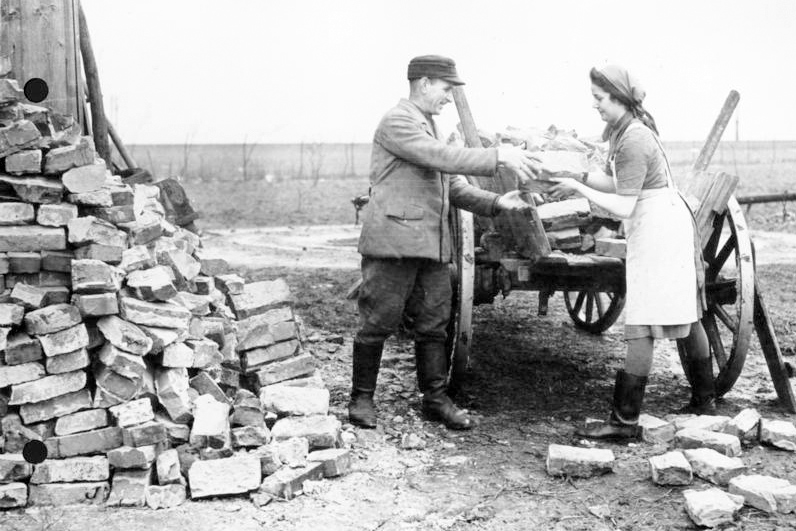
RAD-Arbeitsmaid hilft Bauern beim Abladen von Ziegeln, Warthegau

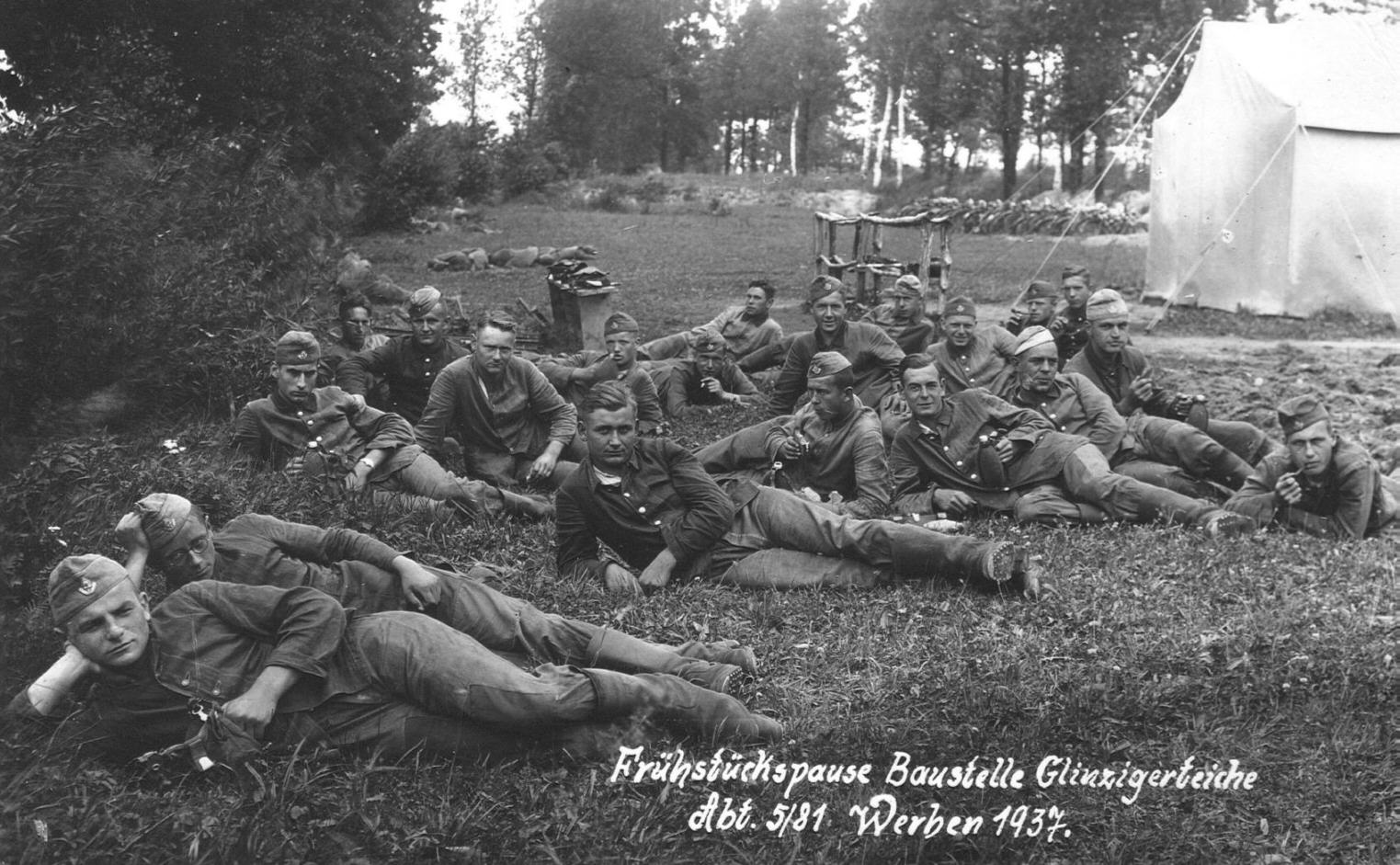
Frühstückspause für Abteilung 5/81 beim Reichsarbeitsdienst im Jahr 1937

(Hier handelt es sich offensichtlich um eine alte, durch eine neue – siehe oben – überholte Gliederung; denn die Arbeitsgaue waren sowohl für die männliche wie für die weibliche Jugend zuständig.)
| Nummer des Bezirkes | Bezeichnung des Bezirkes | Sitz der Bezirksleitung |
| ------------------- | ------------------------ | ----------------------- |
| 1                   | Ostpreußen               | Königsberg in Preußen   |
| 2                   | Pommern                  | Stettin                 |
| 3                   | Nordmark                 | Schwerin in Mecklenburg |
| 4                   | Kurmark                  | Berlin                  |
| 5                   | Schlesien                | Breslau                 |
| 6                   | Mitteldeutschland        | Weimar                  |
| 7                   | Sachsen                  | Dresden                 |
| 8                   | Niedersachsen            | Hannover                |
| 9                   | Westfalen                | Dortmund                |
| 10                  | Rheinland                | Koblenz                 |
| 11                  | Hessen                   | Wiesbaden               |
| 12                  | Südwestdeutschland       | Stuttgart               |
| 13                  | Bayern                   | München                 |

## Verbot
Der Reichsarbeitsdienst wurde mit dem Kontrollratsgesetz Nr. 2 (Auflösung und Liquidierung der Naziorganisationen) am 10. Oktober 1945 verboten und aufgelöst, sein Vermögen beschlagnahmt.

## Ausland
Im Frankreich des Vichy-Regimes wurde in enger Anlehnung an den Reichsarbeitsdienst, v. a. zur Unterstützung der deutschen Kriegswirtschaft, im Februar 1943 der Service du travail obligatoire (STO) (= „obligatorischer Arbeitsdienst“) gegründet.